# Штурм Илису
Штурм Илису — военная операция, проведённая 21 июня 1844 года силами отряда Лезгинской линии под командованием генерала Шварца, целью которой был захват Илису, столицы Илисуйского султаната.

## Предыстория
14 февраля 1831 года Даниял-бек был утверждён в звании султана. Ему был пожалован чин капитана. Даниял-бек оказался хорошим администратором, ему удалось навести порядок в султанстве. Благодаря своей жёсткой политике он не только стабилизировал положение в султанстве, но и оказался влиятельным человеком как в Ширване, так и в Дагестане. Даниял-бек верно служил России и дослужился до звания генерал-майора. Со своей милицией участвовал в подавлении Закатальского восстания 1830 года, Кубинского восстания 1837 года, разбил отряды Ага-бека Рутульского в 1839 году, в том же году Рутульское вольное общество было присоединено к Илисуйскому султанату. От Джарской области в пользу султанства были отторгнуты несколько населённых пунктов.
Но после подавления Закатальского восстания 1830 года и сокрушения Джаро-Белоканских вольных обществ Илисуйский султанат как политическая единица в регионе стал ненужным и даже небезопасным. И права султана незаметно стали убывать. Однако в связи с огромным влиянием, которым он пользовался, правительство не могло открыто его устранить.
В 1840 году Илисуйский владетель был подчинён начальнику Джаро-Белоканской области в качестве правителя Белоканского округа. Полномочия Даниял-бека были настолько ограничены, что ему разрешалось вести лишь маловажные споры и судить мелкие преступления и обо всём докладывать уездному начальнику. Спустя два года султан был подчинён военно-окружному начальнику вновь образованного Джаро-Белоканского округа генералу Шварцу, который начал ограничивать права султана. Отношения между генералом Шварцом и султаном Даниял-беком были неприязненные.
В 1842 году султан в обход военно-окружного начальника обратился с письмами напрямую к царю:

«По истечении нескольких столетий предки мои, ознаменовав себя достойными подвигами, повергли себя милостивому вниманию азиатских царей и, получив отдельное владение, постоянно оставались при неизменной преданности повелителям своим, заслуживая разновременно царские грамоты, из коих и доныне хранятся при мне 31. При стечении различных переворотов между турецкой и персидской державами, как предки мои, так и все вообще дагестанские народы
оставались довольно продолжительное время независимо от сих держав, но предки мои все оставались беспрерывно при владении своѐм владетелями»
— Колониальная политика Российского царизма в Азербайджане в 20—60 гг. XIX в., Ч. 1. — М.—Л.: 1936.
И к военному министру Чернышёву:

«Обращаясь ныне вашему сиятельству, осмеливаюсь повернуть на благоусмотрение ваше нижеследующую просьбу: 1) Оградив неприкосновенность прав моего владения на том основании, как владели мои предки и я сам до воспоследовавшего в 1840 г. распоряжения освободить меня от подчинённости местному губернскому начальству; 2) Исходотайствовать у августейшего монарха об утверждении меня в княжеском достоинстве и в наследственном владении настоящим Илисуйским султаном»
— Ковалевский П. И. Кавказ. История завоевания Кавказа, Т. 2. — Петроград: 1915.
Генерал Шварц был взбешён поступком султана и расценивал это как личное оскорбление, отношения между ними ещё более накалились. На письма Даниял-бека комитет по делам Закавказского края решил исходатайствовать Даниял-беку чин генерал-майора и предоставить управление султанством на основании правил, утверждённых в 1831 году, также султану Даниял-беку был присвоен новый титул «Князь Елисуйский» с предоставлением ему таких же полномочий и прав, которыми в то время пользовались владетели Мингрелии и шамхальства Тарковского. Но в наследственном владении Илисуйским султанатом Даниял-беку было отказано.
Новый командующий Кавказским особым корпусом генерал Нейдгардт в начале 1844 года с целью ограничения прав Илисуйского султана назначил приставных офицеров для наблюдения за управлением султанства и за поступками самого султана. Такое решение глубоко задело последнего, а ещё больше его оскорбило поведение приставленных лиц. Некоторое время султан молча переносил все обиды, но потом возрастающее недовольство русскими приставными офицерами и генералом Нейдгардтом побудило его к открытому разрыву с Российской Империей.
3 июня 1844 года он в ультимативной форме написал генералу Нейдгардту: 

«…желает ли правительство удовлетворить мои просьбы и возвратить мою собственность, или же нет?»— Письмо генерал-майора. Даниял-Султана к генералу Нейдгардту 3 июня 1844 года
 Не дождавшись ответа, 4 июня 1844 года в Джума-мечети Илису Даниял-бек, положив руку на Коран, завершил свою утреннюю молитву клятвенными словами: «До сих пор заблуждался, забывал Бога, не исполнял шариата и, наконец, познав истину, пренебрегаю всеми почестями и славою и посвящаю себя служению единому Богу…».

## Начало похода

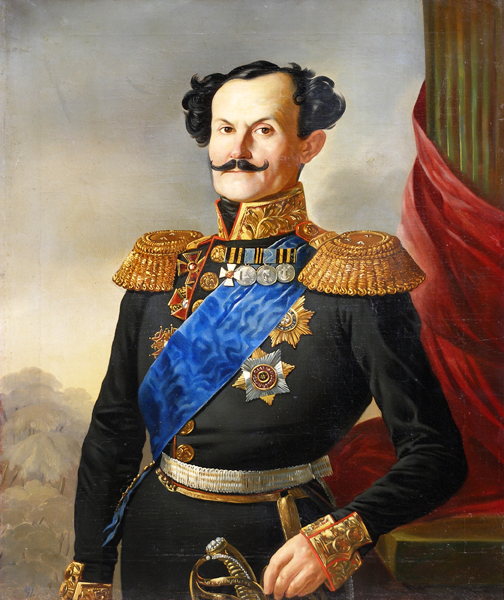
Генерал Г. Е. Шварц

Восстав против России, Даниял-бек не присягнул Шамилю и не начинал боевых действий, до последнего надеясь, что царское правительство удовлетворит его законные требования. Российский историк П. И. Ковалевский дал довольно точную оценку значения вступления Даниял-бека в совместную борьбу с Шамилѐм:

«Шамиль одержал великую победу — присоединением к нему Элисуйского султана Даниель-бека. Его владения были не велики, но сам он был человек умный, храбрый и влиятельный»— Ковалевский П. И. История завоевания Кавказа. Т. 2. – Петроград, 1915. – С. 235.
Всё население Илисуйской султаната поголовно присягнуло Даниял-беку. Одновременно Даниял-бек разослал своих людей в Белоканский округ и Шекинский уезд с призывом присоединиться к восстанию. В Ширванский уезд с той же целью он отправил Азад-хана, потомка ширванских ханов, но тот был арестован русскими в Арешском магале. Султан ожидал также помощь от Шамиля.
Восставшие перекрыли торговые пути, проходившие по территории султанства, а товары купцов конфисковали и отправили в Илису. Они также перекрыли Алмалинскую переправу и тем самым нарушили сообщение между Шекинским уездом и Тифлисом. В местах возможных военных действий восставшие устроили завалы.
Волнения охватили также и жителей Белоканского округа и Шеки.
Русские войска со своей стороны готовились к подавлению восстания, у крепости Новые Закаталы сосредотачивались войска. Оставив часть войск для прикрытия Закаталы и удержания в повиновении Джаро-Белоканские общества, генерал Шварц 8 июня с отрядом около 3000 человек при 8 орудиях выступил в сторону Илисуйского султаната. На помощь русским войскам из Тифлиса форсированным маршем двигались 3 батальона Эриванского полка с милицией и 2 орудиями.
В тот же день русские войска численностью в 2,5 тыс. человек при 8 орудиях в бою у села Гюллюк сумели нанести поражение войскам Даниял-бека, насчитывавшим 3 тыс. человек. В этом сражении русские потеряли 7 человек убитыми, а восставшие 10 человек. Примечательным фактом было то, что российское командование в этом и в последующих сражениях во время атаки в первой линии выставляло милицию, собранную из местного населения.
Узнав о движении наибов Казикумухского ханства Башир-бека и шейха Джемаладдина по Мухахскому ущелью на помощь Даниял-беку, генерал Шварц решил остановиться в Гюллюке, так как отсюда он мог держать в повиновении деревни Белоканского округа, а также остановить продвижение мюридов. Узнав, что Башир-бек ожидает прибытия дополнительных сил, генерал Шварц решил воспользоваться этим промедлением и 13 июня двинулся с войсками по направлению к Каху.
Быстрое и неожиданное движение генерала Шварца помешало соединиться вооружённым отрядам нижних деревень султанства с основными силами Даниял-бека. Но тем не менее они успели разрушить мост через реку Капчай и ненадолго приостановить продвижение российских войск. Однако мост вскоре был восстановлен, и отряды генерала Шварца в тот же день добрались до деревни Алибегли. Ночью Даниял-бек распорядился устроить завалы от Алибегли до Каха и напустить в них воду, чтобы затруднить движение русских. Однако план Даниял-бека был расстроен, так как агенты донесли Шварцу о завалах, и он двинулся по другой дороге. Обнаружив это, Даниял-бек также двинул свои войска к обходной дороге навстречу Шварцу. Они встретились вблизи Агатайских хуторов, в лесу, где Даниял-бек успел за кратчайшее время устроить около 20 завалов. При приближении 3-го батальона Тифлисского егерского полка восставшие дали сильный залп из-за первых завалов. Завязалось кровопролитное сражение. Восставшие несколько раз приостанавливали наступление русских. Пытаясь остановить наступление, они бросались в шашки, но, встречаемые картечным огнём и штыками, вынуждены были отступить.
После отступления отрядов Даниял-бека генерал Шварц продвинулся к Каху и расположился там на позиции, чтобы дать отдых своим войскам и подготовиться к дальнейшему наступлению на Илису. Вечером 18 июня к русским войскам подошли подкрепления: 3 батальона Эриванского полка с 2 орудиями, отрядом милиции и большим обозом.
Опасаясь действий Башир-бека, генерал Шварц выделил для перекрытия Мухахского ущелья летучий отряд, состоящий из батальона егерей, дружины местной милиции, 25 казаков и 2-х горных орудий.
Даниял-султан также не терял времени и приступил к укреплению обороны Илису. Он приказал оградить дорогу, проходившую между отвесной скалой и рекой Курмук, каменной стеной толщиною в 1,5 саженей, а от скалы, к которой примыкала стена, вверх по горе были устроены огромные завалы в несколько рядов . Даниял-бек решил не взрывать древний мост Улу, служивший к тому же единственным пунктом, связывавшим Илису с низменностью. Хотя такое решение было очень рискованным, но по-видимому он считал свои позиции неприступными и рассчитывал удерживать свои позиции до прибытия подкреплений от Шамиля с целью позже перейти в наступление.

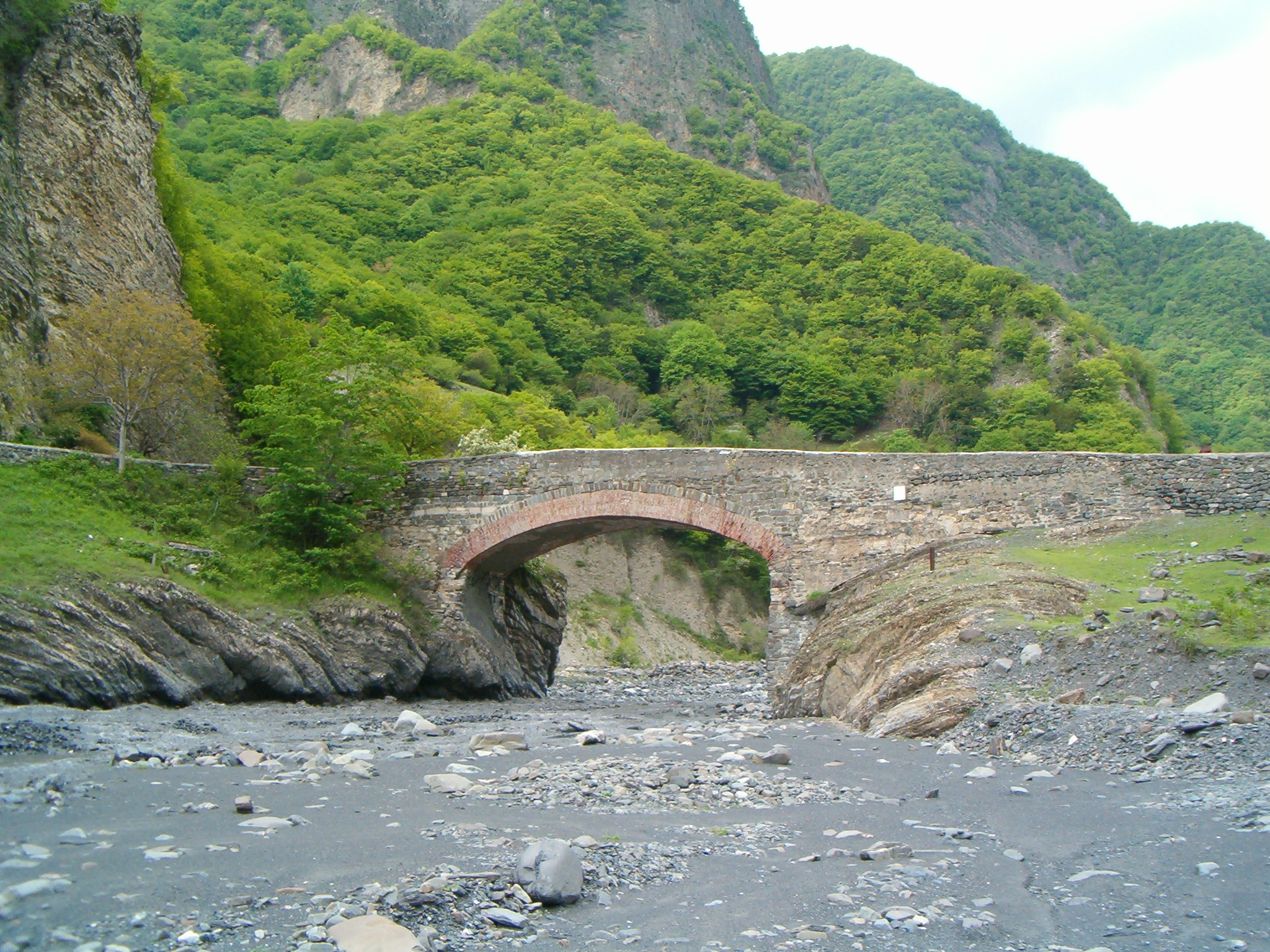
Мост Улу, XVIII в.

Генерал Шварц решил не медлить с наступлением на Илису и действовать молниеносно. В своём рапорте генералу Нейдгардту он объяснял причины своих опасений в случае медлительности: 

«Влияние его (Даниял-бека) на умы жителей Каспийской области и Белоканского округа усиливалось всё более и более; волнуемые агентами султана, они считали его дело общим для всех мусульман и в каком-то тревожном ожидании смотрели на события. Эти обстоятельства, которые могли иметь при медленности наших действий самые пагубные для нас последствия, побудили меня действовать решительно против султана, чтобы одним ударом положить конец его влиянию на умы народа и не дать ему времени соединиться с подкреплениями, которые он ожидал со дня на день»— Рапорт ген.м. Шварца ген. Нейгардту от 25-го июня 1844 года. АКАК, Т. 9, д. 623. — Тифлис: 1883.

## Штурм Илису

### Бои за подступы к Илису
21 июня, на рассвете, генерал Шварц во главе войск двинулся к Илису по ущелью реки Курмук. В авангарде под командованием полковника Бельгарда шёл 3-й батальон Эриванского полка, дружина местной милиции, 150 казаков с 2-мя горными орудиями. Опрокидывая посты восставших, войска достигли моста Улу. Мост был прикрыт завалом, занятым отрядом горцев численностью до 1 тыс. человек.

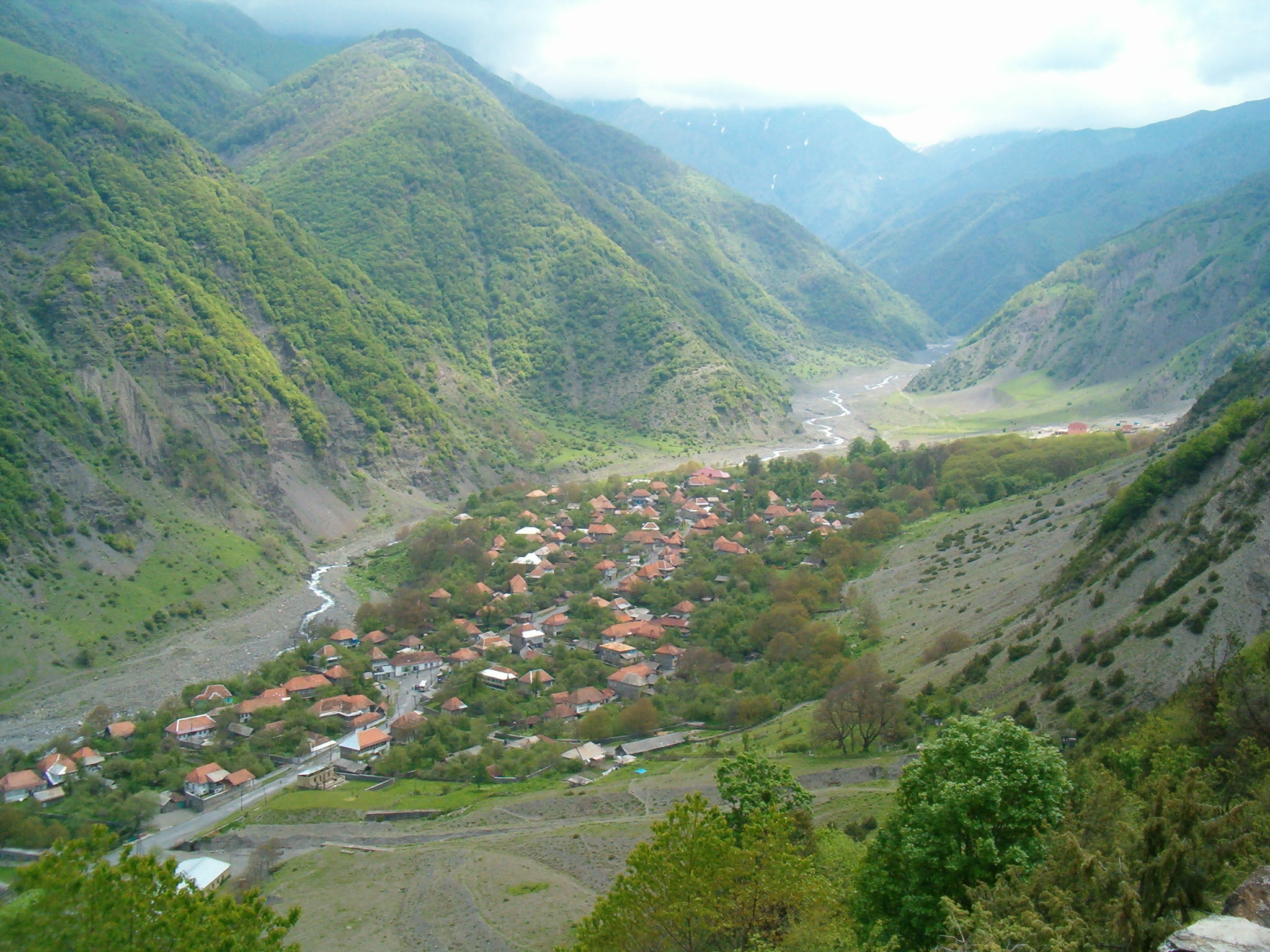
Вид на Илису

Проскакав по мосту, казаки заняли противоположенный берег, вместе с тем полковник Бельгард направил по горам в обход левого фланга горцев отряд под командованием поручика Евтропова, состоявший из роты егерей и 300 человек милиции, выдвинул по дороге одно орудие, ниже в долине реки поставил 8 крепостных ружей. Под их прикрытием через мост были переведены два орудия, рота егерей и 200 человек милиции. Атакованные с двух флангов горцы не сумели долго удерживать свои позиции и отступили.
Русские войска немедля продолжили наступление, стремясь не дать противнику опомниться, рота егерей и 300 человек милиции постоянно прикрывали левый фланг, а на прикрытие правого фланга был послан отряд милиции численностью в 200 человек. Подойдя к позициям горцев на расстояние картечного огня, полковник Бельгард приказал открыть сильный огонь из четырёх орудий.
Позиции горцев были хорошо укреплены, дорога, проходящая между рекой и отвесной скалой, была загромождена каменной стеной длиною около 14 саженей, толщиной в 1,5 сажени, от скалы, к которой примыкала стена, вверх по горе были устроены большие завалы в несколько рядов, прикрывавшие левый фланг горцев, правый фланг их был прикрыт рекой, к которой также примыкала отвесная скала. Даниял-бек, поменявший генеральский мундир на черкеску, лично руководил обороной своих позиций. Русским войскам пришлось штурмовать Илису.
В ходе открывшегося сильного огня артиллерии нёсшие сильные потери горцы ничем не могли отвечать из своих завалов. Даниял-бек приказал обойти правый фланг русских войск и начал теснить милицию, прикрывавшую этот фланг. Однако прибывшее подкрепление в составе дивизиона Нижегородского драгунского полка оттеснило горцев и, преследуя их, завладело передовыми завалами.
Подошедшие главные силы русских войск под командованием генерала Шварца расположились левее авангарда, в самой долине реки Курмук, против стены, и также открыли картечный огонь.
После канонады, продолжавшейся более часа, когда шрапнельные гранаты, разрываясь за стеной и завалами, наносили большие потери горцам и расстраивали их ряды, генерал Шварц приказал начать штурм. Главная атака была направлена на левый фланг войска Даниял-бека, поднявшегося на гору и командовавшего обороной стены. Эту атаку должен был вести полковник Бельгард с тремя ротами Эриванского полка, одним дивизионом Нижегородских драгун и одной ротой Тифлисского полка.

### Исходное расположение русских войск
- В первой линии против завалов, на крайнем правом фланге — дивизион Нижегородских драгун, левее — рота Тифлисского полка и рота Эриванского полка, в промежутке между ними — два орудия, на левом фланге — две роты Тифлисского полка с двумя орудиями между ними.
- Во второй линии, за правым флангом первой линии — две роты Эриванского полка, за левым флангом первой линии — две роты Тифлисского батальона и сборная рота линейного батальона.
- В резерве находились остальные две роты сборного линейного батальона и сотня казаков.
- Правый фланг прикрывался двумя сотнями милиции, левый фланг одной ротой Эриванского полка и тремя сотнями милиции.
- Орудия, оставленные на прежних высотах, должны были обстреливать противника, пока войска правого фланга не приблизятся к завалам.
- Обоз оставался у моста под прикрытием роты сборного линейного батальона и 50 казаков. Тыл был прикрыт войсками под командованием майора Калантарова, который, двигаясь параллельно движению Башир-бека, остановился у села Кум.

### Штурм
Наступление первых двух линий, шедших на штурм завалов и стены, горцы встретили сильным ружейным огнём. Рота Тифлисского полка, бывшая в первой линии на правом фланге, между ротой Эриванского полка и дивизионом Нижегородских драгун, потеряв ротного командира поручика Колотузова, пришла в замешательство, но майор Эриванского полка Гозиуш бросился к ней, восстановил порядок и несмотря на рану повёл её на завалы.
В то же время на левом фланге был убит командир роты Тифлисского полка капитан Дубенский. Рота дрогнула и остановилась, рядом с ней остановилась другая рота Тифлисского полка, находившаяся также в первой линии. Обе роты завязали перестрелку. В эту критическую минуту Даниял-бек приказал своим войскам перейти в наступление, и те с гиком бросились в атаку с шашками в руках. Вот-вот горцы бы опрокинули русских, однако командир 4-го Тифлисского батальона капитан Карякин восстановил порядок, роты сомкнулись и дали залп по наступавшим горцам, картечью ударила артиллерия, русские войска пошли в штыковую атаку под прикрытием артиллерии, атака горцев была отбита, горцы, отступив за завалы, открыли огонь по наступавшим русским войскам.
Наступавшая на правом фланге третья рота Эриванского полка смогла достичь завалов и забраться на них. Завязался упорный рукопашный бой, исход боя решили подошедшие вовремя дивизион Нижегородских драгун и рота Тифлисского полка. Не выдержав атаки превосходящих сил, горцы оставили завалы и отступили к стене. В это время, овладев завалом у реки, к стене подошёл левый фланг и показался за стеной на правом фланге горцев. Султан, находящийся на одном из завалов своего левого фланга, подал знак к общему отступлению. Горцы организованно отступили в Горный Магал, не дав русским войскам возможности их преследовать.
Русские войска потеряли 92 человека убитыми 363 ранеными, горцы потеряли около 500 убитыми, 22 человека попало в плен. Также русским войскам достались 7 знамён, а также весь скот, собранный в Илису.

## Последствия
По приказу генерала Шварца Илису, имевшее до 600 каменных домов, было разрушено до основания. Был уничтожен и замок султана. Сожжены все сады и посевы. В целости осталась только мечеть.
Взятие Илису, который был так тщательно укреплён, многие русские генералы объясняли неопытностью Даниял-бека в ведении крупномасштабных военных действий, а также отсутствием у горцев артиллерии. Посланный Шамилем на помощь Даниял-беку Башир-бек занял выжидательную позицию, а когда узнал о поражении султана, то удалился в горы по Мухахскому ущелью. По возвращении Башир-бека в горы Шамиль отстранил его от должности наиба за трусость.
Илисуйский султанат был официально ликвидирован российским правительством. Территория султаната была разделена на две части: Горный Магал, включавший территорию султаната на севере Главного Кавказского хребта, включённый в состав Самурского округа, и Илисуйское приставство, включавшее низменные территории султанства, причисленное к Джаро-Белоканскому, а впоследствии к Закатальскому округу.
После отступления в горы Даниял-бек со своими сподвижниками присоединился к Шамилю, который принял его самым радушным образом. Вскоре Шамиль назначил его наибом в Ирибе, а впоследствии — мудиром нескольких обществ, находившихся по соседству с Горным Магалом. Даниял-бек стал одним из видных людей в Имамате.